# Lianyungang
34°36′N 119°10′Ø / 34.600°N 119.167°Ø
Lianyungang (kinesisk skrift: 连云港; pinyin: Liányúngǎng) er en by på præfekturniveau i provinsen Jiangsu ved Kinas kyst til det Gule Hav. Præfekturet har et areal på 7.444 km2, heraf 880 km2 i byen, og en befolkning på 4.822.300 mennesker, heraf 
715.600 i byområdet (2008).

## Administrative enheder
Lianyungang består af tre bydistrikter og fire amter:
- Bydistriktet Xinpu (新浦区), 259 km², 360.000 indbyggere (2004), hjemsted for lokalregeringen;
- Bydistriktet Lianyun (连云区), 506 km², 180.000 indbyggere;
- Bydistriktet Haizhou (海州区), 159 km², 130.000 indbyggere;
- Amtet Ganyu (赣榆县), 1.408 km², 1.07 mill. indbyggere;
- Amtet Guanyun (灌云县), 1.834 km², 1.07 mill. indbyggere;
- Amtet Donghai (东海县), 2.251 km², 1.14 mill. indbyggere;
- Amtet Guannan (灌南县), 1.029 km², 730.000 indbyggere.

## Industri
Tianwan kernekraftværk, et af verdens største, ligger ved kysten 30 km øst for selve byen Lianyungang.

## trafik

### Jernbane
Longhaibanen, Kinas vigtigste jernbanelinje i øst-vestlig-retning, begynder i Lianyungang. 

### Veje
Kinas rigsvej 204 løber gennem området. Den starter iYantai i Shandong og går mod syd til Shanghai, passerer bladt andet Lianyungang, Nantong og Taicang.
Kinas rigsvej 310 begynder i bypræfekturet, går mod vest og ender i Tianshui i provinsen Gansu. Den åasserer større byer som Xuzhou, Shangqiu, Kaifeng, Zhengzhou, Luoyang og Xi'an.
Kinas rigsvej 327 ender i Lianyungang. Den fører fra Heze i Shandong til Lianyungang.